# Audrey Fleurot
Audrey Fleurot (Mantes-la-Jolie; 6 de julio de 1977) es una actriz francesa, conocida principalmente por su papel de Josephine Karlsson en Engrenages, Hortense Larcher en Un village français, Magalie en la película Intouchables y el de la Dama del Lago en la serie de la televisión francesa Kaamelott. Actualmente interpreta a Morgane Alvaro en la serie ACI: Alta Capacidad Intelectual.

## Biografía

### Juventud y formación
Audrey Fleurot nació en Mantes-la-Jolie y estudió en la École nationale supérieure des arts et techniques du théâtre de Lyon entre 1997 y 2000.

### Revelación en la televisión y el cine (2002-2012)
Audrey Fleurot inició su carrera en el teatro pero alcanzó notoriedad por medio de la televisión y el cine. Encarnó el papel de la Dama del Lago en la serie Kaamelott y el de Joséphine Karlson, una abogada ambiciosa y sin escrúpulos, en la serie policial Engrenages. También encarnó a Hortense Larcher, la esposa del alcalde, en la serie francesa Un village français.
En 2011, formó parte de los actores franceses elegidos para aparecer en la comedia Midnight in Paris de Woody Allen, pero su papel fue sustancialmente recortado. Posteriormente la actriz contó su experiencia del rodaje en Télérama. El mismo año participó en la comedia Intouchables de Éric Toledano y Olivier Nakache que alcanzó un gran éxito en Francia y le aseguró el reconocimiento del gran público.
Al año siguiente, fue uno de los rostros famosos que aparecieron en la comedia de Olivier Baroux y Kad Merad, Mais qui a retué Pamela Rose?. También lideró el 17º Festival Internacional de Jóvenes Realizadores de Saint-Jean-de-Luz.

### Confirmación (2013-2016)
En 2013 encarnó uno de los papeles en la comedia La Vraie Vie des profs y un papel secundario en la comedia La Fleur de l'âge. 
Actuó en la comedia Les Reines du ringde Jean-Marc Rudnicki. A continuación, interpretó uno de los papeles femeninos protagonistas en la comedia musical Pop Redemption de Martin Le Gall y Fonzy de Isabelle Doval. Por último, apareció junto a Jérémie Renier en el thriller de La Confrérie des larmes de Jean-Baptiste Andrea. También fue miembro del jurado del primer Festival de Cine canadiense de Dieppe, liderado por Alexandra Stewart.
En 2015 participó en la comedia Belle comme la femme d'un autre de Catherine Castel, Les Gazelle de Mona Achache y Sous les jupes des filles de Audrey Dana.
En 2015 volvió al teatro con El fantasma de Canterville de Yann Samuell. También tuvo su propio papel en la cuarta entrega de la serie francesa Dix pour cent.
En 2016 protagonizó de la película L'Idéal el segundo largometraje de Frédéric Beigbeder.

### Vida privada
En 2015 anunció que estaba embarazada de su primer hijo que nació el 19 de noviembre de 2015.

## Teatro
| Año     | Título                            | Autor                                           | Director             | Notas                        |
| ------- | --------------------------------- | ----------------------------------------------- | -------------------- | ---------------------------- |
| 2000    | Une seconde sur deux              | Sarah Fourage                                   | Marie-Sophie Ferdane | Teatro de los Campos Elíseos |
| 2001    | Don Juan Comes Back From the War  | Ödön von Horváth                                | Richard Brunel       | Théâtre du Peuple            |
| 2002    | Turcaret                          | Alain-René Lesage                               | Gérard Desarthe      | Théâtre des Célestins        |
| 2002    | Le Voyage de monsieur Perrichon   | Eugène Labiche                                  | Laurent Pelly        |                              |
| 2003    | Vendre !                          | Laurent Pelly y Agathe Mélinand                 | Laurent Pelly (2)    |                              |
| 2003    | The Rising Tide of Insignificance | Cornelius Castoriadis                           | Emmanuel Daumas      |                              |
| 2004    | L'Échange                         | Paul Claudel                                    | Emmanuel Daumas (2)  |                              |
| 2005    | Le Roi nu                         | Evgueni Schwarz                                 | Laurent Pelly (3)    |                              |
| 2006    | A Dream Play                      | August Strindberg                               | Laurent Pelly (4)    |                              |
| 2008-10 | The Liar                          | Carlo Goldoni                                   | Laurent Pelly (5)    | Théâtre des Célestins        |
| 2012    | Miss Julie                        | August Strindberg                               | Robin Renucci        |                              |
| 2014    | Un dîner d'adieu                  | Matthieu Delaporte y Alexandre de la Patellière | Bernard Murat        | Théâtre Edouard VII          |

## Filmografía
| Año       | Título                          | Papel                  | Director                                      | Notas                   |
| --------- | ------------------------------- | ---------------------- | --------------------------------------------- | ----------------------- |
| 2002      | Froid comme l'été               | Marine                 | Jacques Maillot                               | Telefilme               |
| 2003      | Blague à part                   | Una manifestante       | Pascal Chaumeil y Olivier Barma               | Serie (1 Episode)       |
| 2004      | Les seins de ma prof d'anglais  | Marie                  | Olivier Bardy                                 | Corto                   |
| 2004-09   | Kaamelott                       | Dama del Lago          | Alexandre Astier                              | Serie (31 episodios)    |
| 2005      | La bonne copine                 | Charlotte              | Nicolas Cuche                                 | Telefilme               |
| 2005-2020 | Engrenages                      | Joséphine Karlsson     | Jean-Marc Brondolo, Manuel Boursinhac, ...    | Serie (51 episodios)    |
| 2006      | Une simple histoire d'amour     | Laurence Duval         | Jean-Luc Mathieu                              | Corto                   |
| 2006      | Femmes de loi                   | Gaëlle Lemercier       | Sylvie Ayme                                   | Telefilme (1 episodio)  |
| 2006      | Diane, femme flic               |                        | Marc Angelo                                   | Telefilme (1 episodio)  |
| 2007      | Les deux mondes                 | Boubs                  | Daniel Cohen                                  |                         |
| 2007      | Fort comme un homme             | Inès                   | Stéphane Giusti                               | Telefilme               |
| 2007      | Confidences                     |                        | Laurent Dussaux                               | Miniserie               |
| 2007      | Greco                           | Madeleine Giardinelli  | Philippe Setbon                               | Serie (1 episodio)      |
| 2007      | P.J.                            | Valérie Perrache       | Thierry Petit y Gérard Vergez                 | Serie (2 episodios)     |
| 2008      | Leur morale... et la nôtre      | Heroína                | Florence Quentin                              |                         |
| 2008      | Bébé                            | La comadrona           | Clément Michel                                | Corto                   |
| 2008      | Le nouveau monde                | Sophie                 | Étienne Dhaene                                | Telefilme               |
| 2008      | Flics                           | Sartet                 | Nicolas Cuche (2)                             | Miniserie (3 episodios) |
| 2009      | La sainte Victoire              | Comisaria              | François Favrat                               |                         |
| 2009      | L'amour aller-retour            | Marie                  | Eric Civanyan                                 | Telefilme               |
| 2009      | La reine et le cardinal         | Duchess of Longueville | Marc Rivière                                  | Telefilme               |
| 2009      | Le bourgeois gentilhomme        | Dorimène               | Christian de Chalonge                         | Telefilme               |
| 2009      | Équipe médicale d'urgence       | Emma                   | Étienne Dhaene (2)                            | Miniserie (2 episodios) |
| 2009      | Éternelle                       | Svetlana Jankova       | Didier Delaître                               | Miniserie (6 episodios) |
| 2009-2017 | Un village français             | Hortense Larcher       | Philippe Triboit, Jean-Marc Brondolo (2), ... | Serie (50 episodios)    |
| 2010      | The Women on the 6th Floor      | Bettina de Brossolette | Philippe Le Guay                              |                         |
| 2010-12   | Affaires étrangères             | Camille Joubert        | Vincenzo Marano                               | Miniserie (4 episodios) |
| 2010-13   | Tango                           | Joana Larsen           | Nicolas Herdt y Philippe Venault              | Miniserie (3 episodios) |
| 2011      | Midnight in Paris               | Asistente a una fiesta | Woody Allen                                   |                         |
| 2011      | Intouchables                    | Magalie                | Olivier Nakache y Éric Toledano               |                         |
| 2011      | Delicacy                        | Ingrid                 | David y Stéphane Foenkinos                    |                         |
| 2011      | La vie en miettes               | Clara                  | Denis Malleval                                | Telefilme               |
| 2011      | Zak                             | Karen                  | Arthur Benzaquen y Fabrice Laffont            | Miniserie (2 episodios) |
| 2012      | La fleur de l'âge               | Marion Cappelaro       | Nick Quinn                                    |                         |
| 2012      | Mais qui a re-tué Pamela Rose?  | The President          | Olivier Baroux y Kad Merad                    |                         |
| 2013      | Pop Redemption                  | Martine Georges        | Martin Le Gall                                |                         |
| 2013      | La vraie vie des profs          | Madame Oufkir          | Emmanuel Klotz y Albert Pereira-Lazaro        |                         |
| 2013      | Queens of the Ring              | Jessica                | Jean-Marc Rudnicki                            |                         |
| 2013      | Fonzy                           | Elsa                   | Isabelle Doval                                |                         |
| 2013      | La confrérie des larmes         | Claire Foczensky       | Jean-Baptiste Andrea                          |                         |
| 2013      | Le débarquement                 | Various                | Renaud Le Van Kim                             | Telefilme (1 episodio)  |
| 2014      | Les Gazelles                    | Sandra                 | Mona Achache                                  |                         |
| 2014      | Belle comme la femme d'un autre | Olivia / Agathe        | Catherine Castel                              |                         |
| 2014      | Sous les jupes des filles       | Sophie                 | Audrey Dana                                   |                         |
| 2014      | Notre Faust                     | The Temptress          | Elsa Blayau y Chloé Larouchi                  | Corto                   |
| 2015      | 10%                             |                        | Cédric Klapisch, Lola Doillon, ...            | Miniserie               |
| 2016      | Le Fantôme de Canterville       | Aliénor de Canterville | Yann Samuell                                  |                         |
| 2016      | L'idéal                         |                        | Frédéric Beigbeder                            |                         |
| 2017      | Los desenterrados de Le Tréport | Catherine Keemer       | Hervé Hadmar, Marc Herpoux                    | Miniserie               |
| 2018      | Safe                            | Zoé Chahal             | Julia Ford, Daniel O'Hara...                  | Miniserie               |
| 2019      | À cause des filles ..?          | Bénédicte              | Pascal Thomas                                 |                         |
| 2019      | Divorce Club                    |                        | Michaël Youn                                  |                         |
| 2019      | Le Bazar de la Charité          | Adrienne de Lenverpré  | Alexandre Laurent                             | Miniserie               |
| 2020      | The Bank                        | Monica Marchand        | Joachim Levy                                  | Serie                   |
| 2021-     | ACI: Alta capacidad intelectual | Morgane Alvaro         |                                               | Serie                   |